# 小行星列表/501-600
| 名稱                              | 臨時編號 | 發現日期       | 發現地點 | 發現者                     |
| --------------------------------- | -------- | -------------- | -------- | -------------------------- |
| 小行星501Urhixidur                | 1903 LB  | 1903年1月18日  | 海德堡   | 馬克斯·沃夫                |
| 小行星502Sigune                   | 1903 LC  | 1903年1月19日  | 海德堡   | 馬克斯·沃夫                |
| 小行星503Evelyn                   | 1903 LF  | 1903年1月19日  | 海德堡   | 雷蒙·史密斯·杜根           |
| 小行星504Cora                     | 1902 LK  | 1902年6月30日  | 阿雷基帕 | 索倫·歐文·貝利             |
| 小行星505Cava                     | 1902 LL  | 1902年8月21日  | 阿雷基帕 | 洛伊爾·哈伍德·弗羅斯特     |
| 小行星506Marion                   | 1903 LN  | 1903年2月17日  | 海德堡   | 雷蒙·史密斯·杜根           |
| 小行星507Laodica                  | 1903 LO  | 1903年2月19日  | 海德堡   | 雷蒙·史密斯·杜根           |
| 小行星508Princetonia              | 1903 LQ  | 1903年4月20日  | 海德堡   | 雷蒙·史密斯·杜根           |
| 小行星509Iolanda                  | 1903 LR  | 1903年4月28日  | 海德堡   | 马克斯·沃夫                |
| 小行星510Mabella                  | 1903 LT  | 1903年5月20日  | 海德堡   | 雷蒙·史密斯·杜根           |
| 小行星511戴维星（Davida）         | 1903 LU  | 1903年5月30日  | 海德堡   | 雷蒙·史密斯·杜根           |
| 小行星512Taurinensis              | 1903 LV  | 1903年6月23日  | 海德堡   | 马克斯·沃夫                |
| 小行星513Centesima                | 1903 LY  | 1903年8月24日  | 海德堡   | 馬克斯·沃夫                |
| 小行星514Armida                   | 1903 MB  | 1903年8月24日  | 海德堡   | 馬克斯·沃夫                |
| 小行星515Athalia                  | 1903 ME  | 1903年9月20日  | 海德堡   | 馬克斯·沃夫                |
| 小行星516Amherstia                | 1903 MG  | 1903年9月20日  | 海德堡   | 雷蒙·史密斯·杜根           |
| 小行星517Edith                    | 1903 MH  | 1903年9月22日  | 海德堡   | 雷蒙·史密斯·杜根           |
| 小行星518Halawe                   | 1903 MO  | 1903年10月20日 | 海德堡   | 雷蒙·史密斯·杜根           |
| 小行星519Sylvania                 | 1903 MP  | 1903年10月20日 | 海德堡   | 雷蒙·史密斯·杜根           |
| 小行星520Franziska                | 1903 MV  | 1903年10月27日 | 海德堡   | 马克斯·沃夫、保羅·格茨     |
| 小行星521Brixia                   | 1904 NB  | 1904年1月10日  | 海德堡   | 雷蒙·史密斯·杜根           |
| 小行星522Helga                    | 1904 NC  | 1904年1月10日  | 海德堡   | 马克斯·沃夫                |
| 小行星523Ada                      | 1904 ND  | 1904年1月27日  | 海德堡   | 雷蒙·史密斯·杜根           |
| 小行星524Fidelio                  | 1904 NN  | 1904年3月14日  | 海德堡   | 马克斯·沃夫                |
| 小行星525Adelaide                 | 1908 EKa | 1908年10月21日 | 汤顿     | 喬爾·梅特卡夫              |
| 小行星526Jena                     | 1904 NQ  | 1904年3月14日  | 海德堡   | 马克斯·沃夫                |
| 小行星527Euryanthe                | 1904 NR  | 1904年3月20日  | 海德堡   | 馬克斯·沃夫                |
| 小行星528Rezia                    | 1904 NS  | 1904年3月20日  | 海德堡   | 馬克斯·沃夫                |
| 小行星529Preziosa                 | 1904 NT  | 1904年3月20日  | 海德堡   | 馬克斯·沃夫                |
| 小行星530Turandot                 | 1904 NV  | 1904年4月11日  | 海德堡   | 馬克斯·沃夫                |
| 小行星531Zerlina                  | 1904 NW  | 1904年4月12日  | 海德堡   | 馬克斯·沃夫                |
| 小行星532大力神星（Herculina）    | 1904 NY  | 1904年4月20日  | 海德堡   | 馬克斯·沃夫                |
| 小行星533Sara                     | 1904 NZ  | 1904年4月19日  | 海德堡   | 雷蒙·史密斯·杜根           |
| 小行星534Nassovia                 | 1904 OA  | 1904年4月19日  | 海德堡   | 雷蒙·史密斯·杜根           |
| 小行星535Montague                 | 1904 OC  | 1904年5月7日   | 海德堡   | 雷蒙·史密斯·杜根           |
| 小行星536Merapi                   | 1904 OF  | 1904年5月11日  | 華盛頓   | 喬治·亨利·彼得斯           |
| 小行星537Pauly                    | 1904 OG  | 1904年7月7日   | 尼斯     | 奧古斯特·沙盧瓦            |
| 小行星538Friederike               | 1904 OK  | 1904年7月18日  | 海德堡   | 保羅·格茨                  |
| 小行星539Pamina                   | 1904 OL  | 1904年8月2日   | 海德堡   | 马克斯·沃夫                |
| 小行星540Rosamunde                | 1904 ON  | 1904年8月3日   | 海德堡   | 馬克斯·沃夫                |
| 小行星541Deborah                  | 1904 OO  | 1904年8月4日   | 海德堡   | 馬克斯·沃夫                |
| 小行星542Susanna                  | 1904 OQ  | 1904年8月15日  | 海德堡   | 保羅·格茨、奧古斯特·科普夫 |
| 小行星543Charlotte                | 1904 OT  | 1904年9月11日  | 海德堡   | 保羅·格茨                  |
| 小行星544Jetta                    | 1904 OU  | 1904年9月11日  | 海德堡   | 保羅·格茨                  |
| 小行星545Messalina                | 1904 OY  | 1904年10月3日  | 海德堡   | 保羅·格茨                  |
| 小行星546Herodias                 | 1904 PA  | 1904年10月10日 | 海德堡   | 保羅·格茨                  |
| 小行星547Praxedis                 | 1904 PB  | 1904年10月14日 | 海德堡   | 保羅·格茨                  |
| 小行星548Kressida                 | 1904 PC  | 1904年10月14日 | 海德堡   | 保羅·格茨                  |
| 小行星549Jessonda                 | 1904 PK  | 1904年11月15日 | 海德堡   | 马克斯·沃夫                |
| 小行星550Senta                    | 1904 PL  | 1904年11月16日 | 海德堡   | 馬克斯·沃夫                |
| 小行星551Ortrud                   | 1904 PM  | 1904年11月16日 | 海德堡   | 馬克斯·沃夫                |
| 小行星552Sigelinde                | 1904 PO  | 1904年12月14日 | 海德堡   | 馬克斯·沃夫                |
| 小行星553Kundry                   | 1904 PP  | 1904年12月27日 | 海德堡   | 馬克斯·沃夫                |
| 小行星554Peraga                   | 1905 PS  | 1905年1月8日   | 海德堡   | 保羅·格茨                  |
| 小行星555Norma                    | 1905 PT  | 1905年1月14日  | 海德堡   | 马克斯·沃夫                |
| 小行星556Phyllis                  | 1905 PW  | 1905年1月8日   | 海德堡   | 保羅·格茨                  |
| 小行星557Violetta                 | 1905 PY  | 1905年1月26日  | 海德堡   | 马克斯·沃夫                |
| 小行星558Carmen                   | 1905 QB  | 1905年2月9日   | 海德堡   | 馬克斯·沃夫                |
| 小行星559Nanon                    | 1905 QD  | 1905年3月8日   | 海德堡   | 馬克斯·沃夫                |
| 小行星560Delila                   | 1905 QF  | 1905年3月13日  | 海德堡   | 馬克斯·沃夫                |
| 小行星561Ingwelde                 | 1905 QG  | 1905年3月26日  | 海德堡   | 馬克斯·沃夫                |
| 小行星562Salome                   | 1905 QH  | 1905年4月3日   | 海德堡   | 馬克斯·沃夫                |
| 小行星563Suleika                  | 1905 QK  | 1905年4月6日   | 海德堡   | 保羅·格茨                  |
| 小行星564Dudu                     | 1905 QM  | 1905年5月9日   | 海德堡   | 保羅·格茨                  |
| 小行星565Marbachia                | 1905 QN  | 1905年5月9日   | 海德堡   | 马克斯·沃夫                |
| 小行星566立體鏡星（Stereoskopia） | 1905 QO  | 1905年5月28日  | 海德堡   | 保羅·格茨                  |
| 小行星567Eleutheria               | 1905 QP  | 1905年5月28日  | 海德堡   | 保羅·格茨                  |
| 小行星568Cheruskia                | 1905 QS  | 1905年7月26日  | 海德堡   | 保羅·格茨                  |
| 小行星569Misa                     | 1905 QT  | 1905年7月27日  | 维也纳   | 約翰·帕利薩                |
| 小行星570Kythera                  | 1905 QX  | 1905年7月30日  | 海德堡   | 马克斯·沃夫                |
| 小行星571Dulcinea                 | 1905 QZ  | 1905年9月4日   | 海德堡   | 保羅·格茨                  |
| 小行星572Rebekka                  | 1905 RB  | 1905年9月19日  | 海德堡   | 保羅·格茨                  |
| 小行星573Recha                    | 1905 RC  | 1905年9月19日  | 海德堡   | 马克斯·沃夫                |
| 小行星574Reginhild                | 1905 RD  | 1905年9月19日  | 海德堡   | 馬克斯·沃夫                |
| 小行星575Renate                   | 1905 RE  | 1905年9月19日  | 海德堡   | 馬克斯·沃夫                |
| 小行星576Emanuela                 | 1905 RF  | 1905年9月22日  | 海德堡   | 保羅·格茨                  |
| 小行星577母神星（Rhea）           | 1905 RH  | 1905年10月20日 | 海德堡   | 马克斯·沃夫                |
| 小行星578Happelia                 | 1905 RZ  | 1905年11月1日  | 海德堡   | 馬克斯·沃夫                |
| 小行星579Sidonia                  | 1905 SD  | 1905年11月3日  | 海德堡   | 奧古斯特·科普夫            |
| 小行星580月女星（Selene）         | 1905 SE  | 1905年12月17日 | 海德堡   | 马克斯·沃夫                |
| 小行星581Tauntonia                | 1905 SH  | 1905年12月24日 | 汤顿     | 喬爾·梅特卡夫              |
| 小行星582Olympia                  | 1906 SO  | 1906年1月23日  | 海德堡   | 奧古斯特·科普夫            |
| 小行星583Klotilde                 | 1905 SP  | 1905年12月31日 | 维也纳   | 約翰·帕利薩                |
| 小行星584Semiramis                | 1906 SY  | 1906年1月15日  | 海德堡   | 奧古斯特·科普夫            |
| 小行星585Bilkis                   | 1906 TA  | 1906年2月16日  | 海德堡   | 奧古斯特·科普夫            |
| 小行星586Thekla                   | 1906 TC  | 1906年2月21日  | 海德堡   | 马克斯·沃夫                |
| 小行星587Hypsipyle                | 1906 TF  | 1906年2月22日  | 海德堡   | 馬克斯·沃夫                |
| 小行星588勇士星（Achilles）       | 1906 TG  | 1906年2月22日  | 海德堡   | 馬克斯·沃夫                |
| 小行星589Croatia                  | 1906 TM  | 1906年3月3日   | 海德堡   | 奧古斯特·科普夫            |
| 小行星590Tomyris                  | 1906 TO  | 1906年3月4日   | 海德堡   | 马克斯·沃夫                |
| 小行星591Irmgard                  | 1906 TP  | 1906年3月14日  | 海德堡   | 奧古斯特·科普夫            |
| 小行星592Bathseba                 | 1906 TS  | 1906年3月18日  | 海德堡   | 马克斯·沃夫                |
| 小行星593Titania                  | 1906 TT  | 1906年3月20日  | 海德堡   | 奧古斯特·科普夫            |
| 小行星594Mireille                 | 1906 TW  | 1906年3月27日  | 海德堡   | 马克斯·沃夫                |
| 小行星595保麗星（Polyxena）       | 1906 TZ  | 1906年3月27日  | 海德堡   | 奧古斯特·科普夫            |
| 小行星596Scheila                  | 1906 UA  | 1906年2月21日  | 海德堡   | 奧古斯特·科普夫            |
| 小行星597Bandusia                 | 1906 UB  | 1906年4月16日  | 海德堡   | 马克斯·沃夫                |
| 小行星598Octavia                  | 1906 UC  | 1906年4月13日  | 海德堡   | 馬克斯·沃夫                |
| 小行星599Luisa                    | 1906 UJ  | 1906年4月25日  | 汤顿     | 喬爾·梅特卡夫              |
| 小行星600Musa                     | 1906 UM  | 1906年6月14日  | 汤顿     | 喬爾·梅特卡夫              |

| 上一頁： 401-500 | 小行星列表 501-600 | 下一頁： 601-700 |